# Polybia eberhardae
Polybia eberhardae är en getingart som beskrevs av Cooper 1993. Polybia eberhardae ingår i släktet Polybia och familjen getingar. Inga underarter finns listade i Catalogue of Life.